# 取手合気会
取手合気会（とりであいきかい）は、茨城県取手市に所在する、合気会の公認団体である。

## 沿革
1973年（昭和48年）に財団法人合気会本部師範磯山博が青少年の健全育成のために、自宅の居間を開放し、二人の小学生に稽古をつけたことに起源を持つ。その後、入門者が増えるにつれ、新川公民館、久賀小学校体育館と場所を移しながら、板の間の道場で稽古を続けていた。
1982年（昭和57年）に藤代町（現：取手市）の勤労者社会体育センター（現：取手市藤代武道場）が完成したことに伴い、新たな道場での稽古が始まり、広さ170畳の道場で稽古が行われている。
2005年（平成17年）3月28日に、道場のある藤代町と取手市が市町村合併して取手市となったことに伴い、団体の名称を合気会藤代支部から合気会取手支部に変更し、その後の2011年（平成23年）4月、取手合気会に変更した。

## 構成
小学1年生から70歳以上まで老若男女の団員・部員が、磯山師範の指導の下、藤代武道場において、稽古している。
取手合気会は、大きく分けて、三つのグループ単位で活動をしている。ただし、それぞれのグループが完全に独立して活動しているわけではなく、共に稽古をすることもあり、取手合気会の全体行事も多く開催している。
- 合気道部：高校生以上の一般大人
- 取手市合気道スポーツ少年団：小学生・中学生
- レディース合気道クラブ：女性のみ